# Лен-о-Буа
Лен-о-Буа́ (фр. Laines-aux-Bois) — коммуна во Франции, находится в регионе Шампань — Арденны. Департамент — Об. Входит в состав кантона Труа-6. Округ коммуны — Труа.
Код INSEE коммуны — 10186.
Коммуна расположена приблизительно в 140 км к юго-востоку от Парижа, в 85 км южнее Шалон-ан-Шампани, в 10 км к юго-западу от Труа.

## Население
Население коммуны на 2008 год составляло 510 человек.
| 1962 | 1968 | 1975 | 1982 | 1990 | 1999 | 2008 |
| ---- | ---- | ---- | ---- | ---- | ---- | ---- |
| 298  | 305  | 359  | 397  | 416  | 461  | 510  |

## Экономика
В 2007 году среди 319 человек в трудоспособном возрасте (15—64 лет) 236 были экономически активными, 83 — неактивными (показатель активности — 74,0 %, в 1999 году было 73,6 %). Из 236 активных работали 219 человек (120 мужчин и 99 женщин), безработных было 17 (10 мужчин и 7 женщин). Среди 83 неактивных 34 человека были учениками или студентами, 34 — пенсионерами, 15 были неактивными по другим причинам.

## Достопримечательности
- Церковь XVI века. Памятник истории с 1955 года[3]

## Фотогалерея

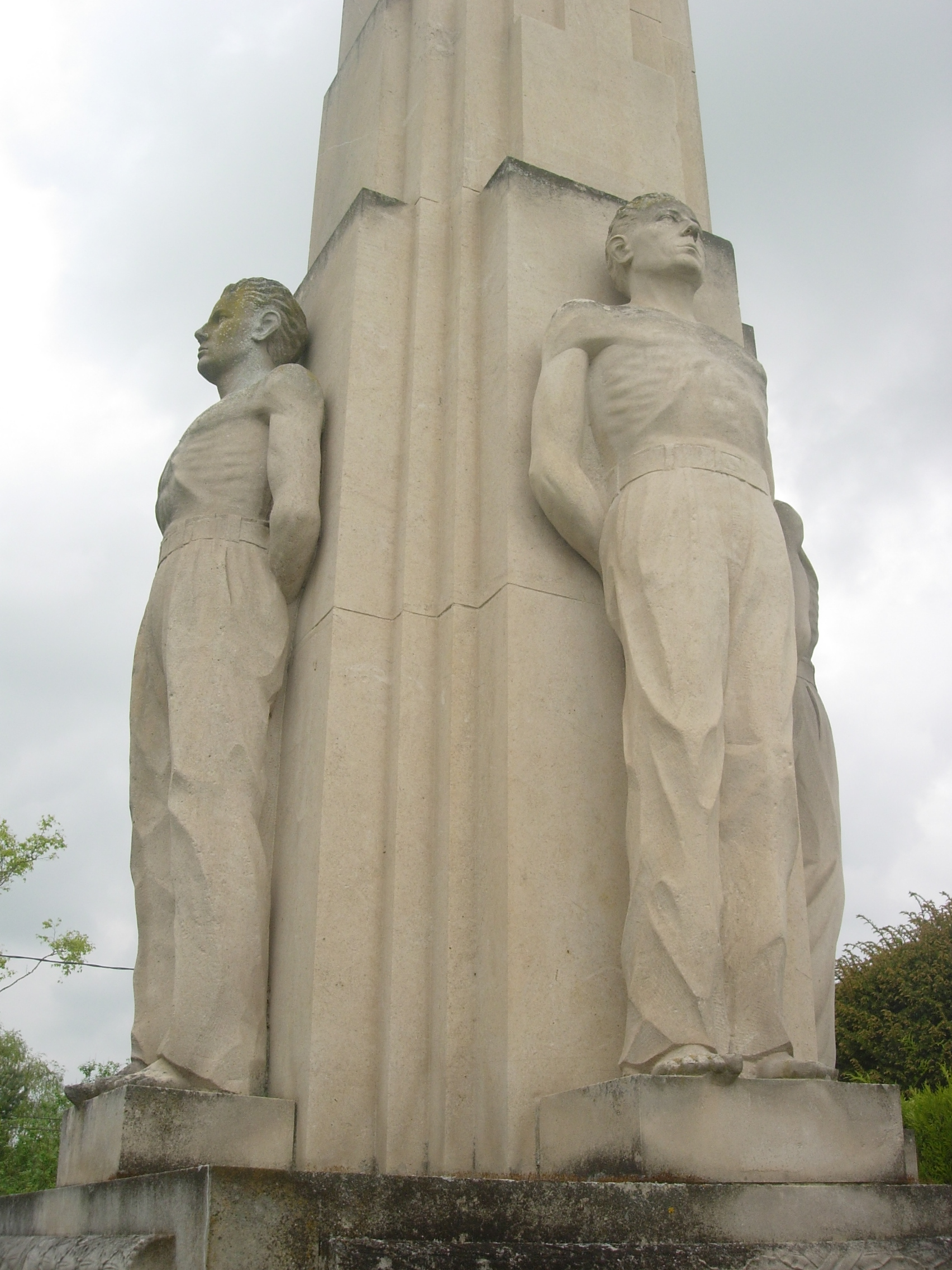
Памятник расстрелянным участникам Движения Сопротивления
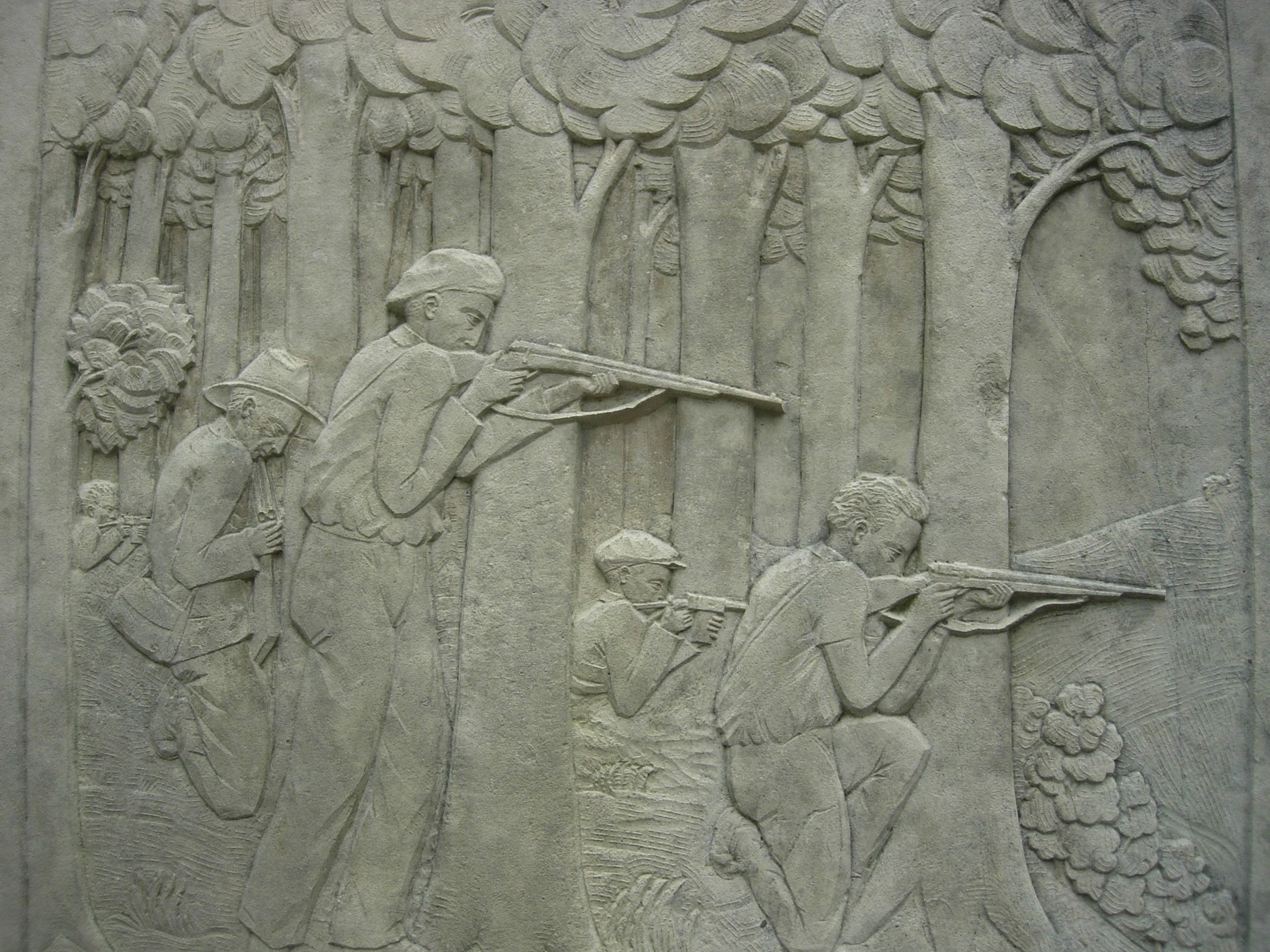
Памятник расстрелянным участникам Движения Сопротивления
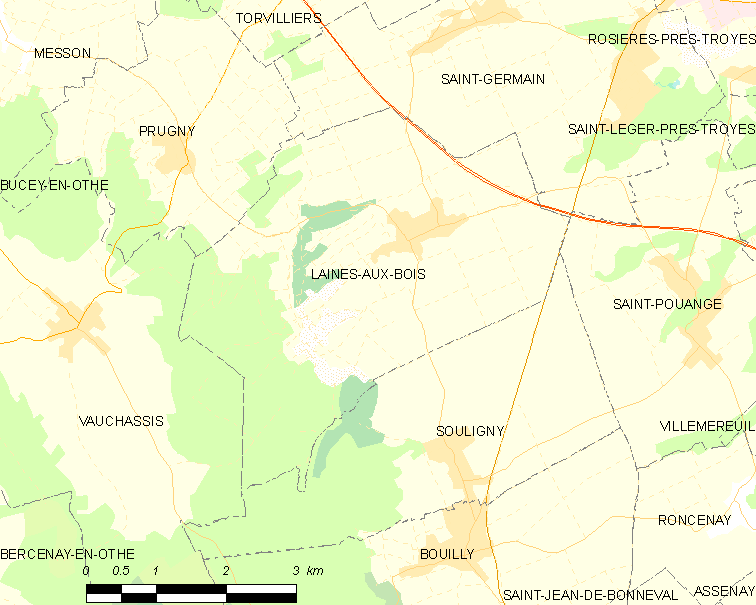
Карта коммуны